# Nummenkylä gård
Nummenkylä gård var en historisk herrgård i Sjundeå i det finländska landskapet Nyland. Numera är gården belägen i Lojo. Gården är ett historiskt skattehemman. Nummenkylä överfördes från Sjundeå till Lojo år 1953.

## Historia
Nummenkylä var den nordligaste av Sjundeå sockens gårdar och byar. I söder gränsade byn till Skräddarskog och i norr löpte dess gräns längs Lojo ås.  Gårdens gamla huvudbyggnad blev med artilleri skjutet i brand under det finska inbördeskriget i 1918 vid tyskarnas framryckning från Lojo mot befästningarna i Nummelatrakten. Nummenkylä gård hörde till de stora godsen i Nyland år 1939. Gården låg då på plats 53 i storleksordning. Gränsen för ett stort gods var definierad som 100 hektar åker, medan Nummenkylä gård hade 210 hektar åker. Gårdens totala areal var 540 hektar.

### Ägare
År 1559 uppträder kyrkoherden i Lojo församling Tomas Gregorii som ägare av Nummenkylä. Nils Bertilsson till Reku tjänstgjorde som kammartjänare vid det svenska hovet år 1564 och som häradsdomare i Äyräpää åren 1566–1567. Bertilsson ägde gården fram till år 1567. Ägaren till Laxpojo gård och Karuna gård, fogde vid Dombergets (i Tallinn) och Tavastehus slott, Johan Bosse ägde Nummenkylä gård åren 1569–1592. Kapten Berndt Jonas Aminoff den äldre och hans arvingar ägde gården åren 1780–1834. Frans Viktor von Pfaler ägde gården åren 1867–1873.